# Coniopteryx wowifuna
Coniopteryx wowifuna är en insektsart som beskrevs av Monserrat 1994. Coniopteryx wowifuna ingår i släktet Coniopteryx och familjen vaxsländor. Inga underarter finns listade i Catalogue of Life.